# 吕峻
吕峻（1973年—），云南维西人，纳西族，中华人民共和国政治人物、第十一届全国人民代表大会解放军代表。
毕业于解放军外国语学院英语专业，是中共党员。担任总参某部科长。2008年起担任全国人大代表。